# Kosmopolitisme
Kosmopolitisme er en forestilling om, at hele menneskeheden tilhører et enkelt moralsk samfund. Dette står i kontrast til de kommunitaristiske teorier, især ideologierne patriotisme og nationalisme. Kosmopolitisme kan nogen gange indebære en form for verdensregering, eller det kan ganske enkelt være en henvisning til mere inkluderende moral, økonomi og/eller politiske forhold mellem nationer eller individuelle fra forskellige nationer.
En person, der knytter sig til filosofien med kosmopolitisme i en eller anden form, kaldes en kosmopolit. Denne betegnelse henviser også til en person, der føler sig hjemme over alt i verden, en verdensborger.
Ordet stammer fra det græske kosmos Κόσμος (Universet) og polis Πόλις (by). Ordet er opfundet af den kyniske filosof Diogenes. Senere gjorde stoikerne begrebet til en udviklet del af deres politiske filosofi.